# وزارت آموزش، علوم، فرهنگ و ورزش (ارمنستان)
وزارت آموزش، علوم، فرهنگ و ورزش ارمنستان (MoESCS) (ارمنی: Կրթության, գիտության, մշակույթի և սպորտի նախարարություն) یک نهاد اجرایی دولت ارمنستان است که سیاست‌های تعیین شده توسط دولت ارمنستان را در بخش‌های آموزش، علم، فرهنگ، ورزش و سیاست جوانان تدوین و اجرا می‌کند.

## تغییرات ساختاری اخیر
از ژوئن ۲۰۱۹، وزارت آموزش و وزارت علوم ادغام شدند.

## وزارت آموزش و علوم
تاریخچه وزارت آموزش به بهترین وجه به سه دوره تقسیم می‌شود.
با شروع جمهوری نخست، وزارتخانه در ۲۴ ژوئیه ۱۹۱۸ هنگامی که شورای ملی ترکیب هیئت عالی اجرایی را منتشر کرد، تشکیل شد. اندکی پس از آن در سال ۱۹۱۹، به درخواست وزیر وقت گئورگ کاراگئوزیان، وزارتخانه گسترش یافت و شامل هنرها و آثار باستانی شد.
این ساختار تا دوره شوروی ادامه یافت، زمانی که با فرمان شورای انقلابی جمهوری شوروی سوسیالیستی ارمنستان (ASSR)، کمیساریای مردمی روشنگری تأسیس شد. این سیستم علاوه بر تغییر نام به وزارت روشنگری، تا سال ۱۹۷۳ ادامه داشت. پس از آن، عناصر وزارت به وزارت آموزش عالی و مسلکی شکل گرفتند. این انشعاب در سال ۱۹۸۸ توسط شورای عالی ASSR بازگردانده شد که منجر به تأسیس وزارت آموزش ملی شد. هرچند وزارت آموزش ملی دوام چندانی نداشت. یکی دیگر از تصمیمات شورای عالی ASSR در اواخر سال ۱۹۹۰ منجر به انشعاب به وزارت روشنگری و کمیته دولتی آموزش عالی و علوم شد.
پس از استقلال ارمنستان و تشکیل جمهوری ارمنستان، در سال ۱۹۹۲ کمیته دولتی آموزش عالی و علوم به وزارت آموزش عالی و علوم سازماندهی شد. در سال ۱۹۹۵ وزارت روشنگری و پیش از آن در وزارت آموزش و پرورش ادغام شد.

## وزارت فرهنگ
تاریخچه وزارت فرهنگ پیچیده‌تر است. در نهایت تنها در سال ۱۹۵۳ در دوران جمهوری شوروی سوسیالیستی ارمنستان تأسیس شد، بخش‌های قدرت و ساختار آن پیش از این شکل‌گیری بود.
پیش از تأسیس این وزارتخانه بخشی از سلف وزارت آموزش و علوم بود. اما باید تأکید کرد که وزارت آموزش همچنان بر آن ساختارها مقدم است. در سال اول تأسیس جمهوری نخست ارمنستان، هیچ نهاد اداری متولی امور فرهنگی وجود نداشت. همان‌طور که در بخش مربوط به وزارت آموزش گفته شد، این حوزه قضایی در سال ۱۹۱۹ به آن اضافه شد.
حتی در دوران حکومت شوروی، امور فرهنگی به بخش‌های ادارات اجرایی بعدی برای آموزش باقی ماند. این امر با تأسیس وزارت فرهنگ در سال ۱۹۵۳ تغییر کرد. با توجه به وظیفه اجرا و مدیریت امور در حوزه فرهنگ، اشراف، تئاتر، موسیقی و هنر.
حتی در دوران حکومت شوروی، امور فرهنگی به بخش‌های ادارات اجرایی بعدی برای آموزش باقی ماند. این امر با تأسیس وزارت فرهنگ در سال ۱۹۵۳ تغییر کرد. با توجه به وظیفه اجرا و مدیریت امور در حوزه فرهنگ، اشراف، تئاتر، موسیقی و هنر.
علاوه بر تغییر نام و تغییر ساختار جزئی پس از استقلال ارمنستان، این وزارتخانه تا سال ۲۰۱۹ ادامه داشت.

## تغییر نام
پیش از ادغام ۲۰۱۹، هر دو وزارتخانه چندین تغییر نام را تجربه کردند. این تغییر نام‌ها عمدتاً به دلیل ماهیت سبکی است نه به دنبال تغییرات در بخش‌های قدرت اجرایی آنها. (استثناهایی که قبلاً ذکر شد).
- وزارت آموزش و علوم:[۵]
  - ژوئیه ۱۹۱۸ - ژوئن ۱۹۱۹ → وزارت آموزش عمومی
  - ژوئیه ۱۹۱۹ - نوامبر ۱۹۲۰ → وزارت آموزش عمومی و هنر
  - دسامبر ۱۹۲۰–۱۹۴۶ → کمیساریای مردمی روشنگری
  - ۱۹۴۶–۱۹۸۸ → وزارت روشنگری
  - ۱۹۸۸–۱۹۹۰ → وزارت آموزش ملی
  - ۱۹۹۰–۱۹۹۵ → وزارت روشنگری
  - ۱۹۹۵ - ژوئیه ۲۰۱۹ → وزارت آموزش و علوم
- وزارت فرهنگ:[۵]
  - ژوئیه ۱۹۱۹–۱۹۲۰ → (بخشی از) وزارت آموزش عمومی و هنر
  - دسامبر ۱۹۲۰–۱۹۳۶ → (دپارتمان هنر) کمیساریای مردمی روشنگری
  - ۱۹۳۶ - آوریل ۱۹۵۳ → دپارتمان امور هنری (جمهوری شوروی سوسیالیستی ارمنستان شورای مردمی)
  - آوریل ۱۹۵۳ - نوامبر ۱۹۹۶ → وزارت فرهنگ
  - نوامبر ۱۹۹۶ - ژوئن ۲۰۰۳ → وزارت فرهنگ، امور جوانان و ورزش
  - ژوئن ۲۰۰۳ - مه ۲۰۰۶ → وزارت فرهنگ و امور جوانان
  - مه ۲۰۰۶ - ژوئیه ۲۰۱۹ → وزارت فرهنگ